# Est-ce que tu sais ?
Albums de Gaëtan Roussel
Trafic
(2018) Éclect!que
(2023)
Singles
1. Tu ne savais pas
Sortie : 6 novembre 2020
2. Les matins difficiles
Sortie : 19 février 2021
3. Je me jette à ton cou
Sortie : 5 mars 2021
4. Une seconde (ou la vie entière)
Sortie : 17 septembre 2021

Est-ce que tu sais ? est le quatrième album studio de Gaëtan Roussel sorti le 19 mars 2021.
Une réédition de l'album sort le 29 octobre 2021 avec 3 titres bonus.

## Liste des pistes
| 1.  | Tu ne savais pas                    | 4:26 |
| 2.  | Je me jette à ton cou               | 3:09 |
| 3.  | Est-ce que tu sais ?                | 3:48 |
| 4.  | La photo (avec Camélia Jordana)     | 4:00 |
| 5.  | On ne meurt pas (en une seule fois) | 2:35 |
| 6.  | La colère                           | 4:33 |
| 7.  | Les matins difficiles               | 3:38 |
| 8.  | Sans sommeil (avec Alain Souchon)   | 2:37 |
| 9.  | Tout contre toi                     | 2:53 |
| 10. | Le tour du monde                    | 3:43 |
| 11. | Si par hasard                       | 4:08 |

| 1. | Elle                            | 4:08 |
| 2. | Une seconde (ou la vie entière) | 3:25 |
| 3. | Porcelaine                      | 3:05 |

## Singles
Le premier single de l'album On ne meurt pas (en une seule fois) sort le 20 novembre 2020. Il considère que le message de cette chanson, écrite durant le confinement sanitaire, est de vivre. Le clip est réalisé par Thomas Lepage et montre plusieurs sportifs de haut niveau dans leurs reconversions : Martin Fourcade, Bixente Lizarazu, Marie-José Pérec, Bernard Hinault, Alain Prost, Jean-Pierre Rives et Christine Arron.